# بونغ البيرة
بونغ البيرة وتعرف أيضاً بأسم بيروت هي لعبة شرب حيث يقوم اللاعبون برمي كرة تنس طاولة عبر طاولة بقصد هبوط الكرة في كوب من البيرة على الطرف الآخر.تتكون اللعبة عادة من فرق متنافسة مكونة من لاعبين أو أكثر لكل طرف مع 6 أو 10 أكواب على شكل مثلث في كل جانب. ثم يتناوب كل فريق في محاولة رمي كرات تنس الطاولة في أكواب الخصم.إذا سقطت كرة في الكوب، فإن محتويات هذا الكوب يستهلكها الفريق الآخر ويتم إزالة الكأس من الطاولة.الفريق الأول الذي يزيل كل كؤوس الخصم هو الفائز.